# Steatoda livens
Steatoda livens là một loài nhện trong họ Theridiidae.
Loài này thuộc chi Steatoda. Steatoda livens được Eugène Simon miêu tả năm 1894.